# Catarina Bergström
Catarina "Cattis" Bergström född 13 januari 1955, är en svensk tidigare handbollsspelare, som är högerhänt och spelade högernia i anfall.

## Karriär

### Ungdomsidrott
Catarina Bergström tillhörde ungdomseliten inom simning, friidrott, orientering och längdskidor 1965-1975 i Göteborgs Kvinnliga IK..

### Handboll
Catarina Bergström började sin karriär i Göteborgs Kvinnliga IK men bytte klubb till Stockholmspolisens IF 1979 i samband med sin utbildning till gymnastikdirektör på Gymnastik- och idrottshögskolan. Hon gjorde landslagsdebut 1972 och vann under 80-talet 5 SM titlar med Stockholmspolisens IF tillsammans med bl.a. lagkamraterna Ann-Britt Furugård, Eva Älgekrans, Gunilla Eriksson och Lena Högdahl. 
Bergström var en av få damspelare som debuterade i A-U-J-landslaget under en och samma säsong, vilket var 1972/73. Hon spelade totalt 83 A-landskamper för Sverige 1972–1984, bara 81 i gamla statistiken.. Hon gjorde 143 mål i landslaget.

## Efter karriären
Catarina Bergström vann även under sin tid i Stockholmspolisens IF (1989–2002) under 1990- och 2000-talet totalt sju Veteran-SM-guld. År 2015 blev Catarina Bergström invald i ”Idrottens Hall of Fame i Göteborg” på sina meriter som både landslagsspelare, handbollstränare och ledare inom idrottsrörelsen,.

## Privatliv
Bergström arbetar efter karriären som idrottspsykologisk terapeut för elitidrottare och elittränare. Hon var den som byggde upp Riksidrottsförbundets elitstöd i idrottspsykologi mellan 1997 och 2014.,.